# Stigmatochromis macrorhynchos
Stigmatochromis macrorhynchos és una espècie de peix pertanyent a la família dels cíclids i a l'ordre dels perciformes.

## Etimologia
Stigmatochromis prové dels mots grecs stigma (marca, senyal) i chromis (una mena de peix, potser una perca), mentre que macrorhynchos deriva de les paraules gregues makros (llarg) i rhynchos (musell) en referència al musell allargat d'aquesta espècie.

## Descripció
Fa 12,8 cm de llargària màxima. La presència de taques suprapectorals i supraanals (les quals no s'estenen fins a la base de l'aleta dorsal) i la longitud del musell (més gran que la llargada postorbitària del cap) situen aquesta espècie dins del gènere Stigmatochromis. Té dents majoritàriament unicúspides a les fileres exteriors de la mandíbula inferior; una amplada interorbitària més estreta que Stigmatochromis melanchros; la distància entre l'origen de l'aleta dorsal i la inserció posterior de l'aleta anal més curta que en totes les altres espècies de Stigmatochromis; la distància entre l'aleta dorsal anterior i l'origen de les aletes pelvianes més curta que en Stigmatochromis modestus, Stigmatochromis woodi i Stigmatochromis melanchros; i la longitud del musell més llarga que en Stigmatochromis modestus i Stigmatochromis pholidophorus. Els mascles tenen el cap de color gris fosc a l'àrea anterior, esvaint-se a gris clar/argentat a la posterior; el contorn de la mandíbula inferior de color groc clar; els laterals de color blau fosc, gris al dors i esvaint-se a argentat a la zona ventral i amb 9 franges grises fosques; les escates amb reflexos blaus; l'aleta dorsal de color groc pàl·lid amb marques grogues/blanques; l'aleta caudal de color gris clar amb marques blaves/blanques; l'aleta anal amb espines i membranes negres, els radis de color gris fosc i membranes amb ocels de color groc i vermell clar; les aletes pelvianes negres i les pectorals clares. Les femelles presenten la regió interorbitària de color gris fosc; les galtes i l'opercle blancs/argentats; els laterals de color argentat amb reflexos grocs; l'aleta dorsal clara amb una franja marginal de color taronja tènue i reflexos grocs; l'aleta caudal clara amb taques grogues a les membranes; l'aleta anal clara amb diversos ocels grocs; les aletes pelvianes clares i amb les vores blanques; i les aletes pectorals clares.

## Alimentació i reproducció
És una espècie piscívora que es reprodueix en els esculls rocallosos, on els mascles territorials defensen la cara vertical d'una gran roca a prop del fons sorrenc (això el distingeix de l'espècie simpàtrica Stigmatochromis woodi, els mascles de la qual basteixen nius a la sorra oberta i lluny de qualsevol roca).

## Hàbitat i distribució geogràfica
És un peix d'aigua dolça i bentopelàgic (a partir dels 108 m de fondària) i de clima tropical (13°S-14°S; 34°E-35°E), el qual viu a Àfrica: és un endemisme del sud del llac Malawi a Malawi.

## Observacions
És inofensiu per als humans i el seu índex de vulnerabilitat és baix (10 de 100).